# Hyeronimus Hornschuch
Hyeronimus Hornschuch (Henfstädt, 1573 – Leipzig, 1616) fue un ortotipógrafo y médico alemán. Escribió el primer manual para editores y escritores.
Nació un siglo y un lustro después de la muerte de Johannes Gutenberg (1498-1468). Estudió en varias universidades, entre ellas la de Basilea (Suiza). Para mantenerse económicamente durante sus estudios, trabajó como revisor de pruebas de galera de una imprenta. 
En 1608 se graduó como doctor en medicina en Basilea.
Se mudó a Leipzig, donde se estableció como médico.
Ese mismo año (1608) publicó allí un folleto escrito en latín sobre corrección de textos: la Orthotypographia.
En 1634 (diez años después de su muerte) se publicó en Leipzig la traducción al alemán. El folleto se publicó hasta 1744 en ediciones con ligeras revisiones. Puede ser visto como un precursor del formato de folleto.

## Obra
- Orthotypographia. 
  - Orthotypographia. Das ist: Ein kurtzer Unterricht

für diejenigen
die gedruckte Werck corrigiren wollen; Und Eine erinnerung für die
welche ihre Schrifften
oder verfertigte Werck ausgehen lassen
Nützlich
und nothwendig. Leipzig (Alemania), 1608.
- - Facsímil de la edición traducida al alemán (Leipzig: Gregor Ritzsch, 1634), publicado por el Instituto Bibliográfico, en Leipzig, 1940.[3]